# Придніпровські кургани (пам'ятка природи)

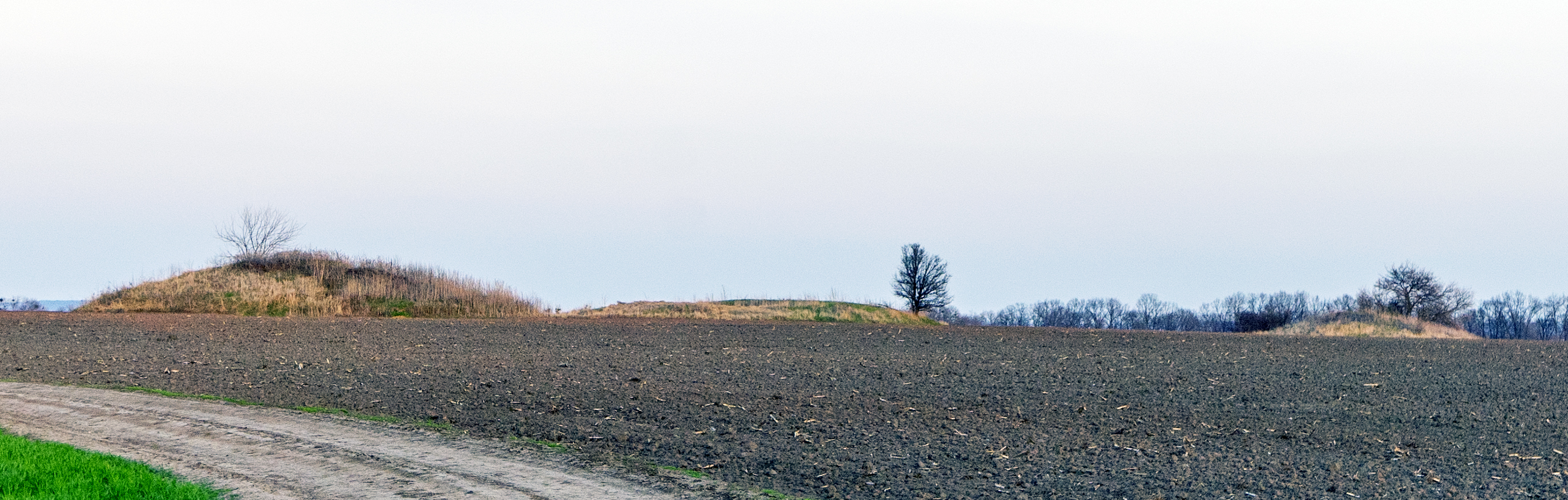

Придніпро́вські курга́ни — комплексна пам'ятка природи місцевого значення в Україні. Розташована на території Світловодського району Кіровоградської області, поблизу села Подорожнє. 
Площа — 0,5 га, статус отриманий у 2003 році.